# 日本都市センターホール
日本都市センターホール（にっぽんとしセンターホール）は、かつて存在した日本の多目的ホール。都市センターホール、東京都市センターホールとも呼称された。
東京都千代田区平河町の旧日本都市センター会館内にあった。1959年2月に竣工したビルにおいて、全国都市の共同利用施設とする目的で、集会施設として整備され、演劇・音楽会・舞踊・映写・講演会・会議などに利用された。1996年に新館建設のため閉館した。新館にはホール機能はない。